# Kulaba

plan miasta Uruk z zaznaczonymi dzielnicami świątynnymi Kulaba i E-anna

Kulaba, Kullaba – w 1 połowie III tys. p.n.e. ośrodek kultowy bogini Ninsun i bogini Inanny, położony w bezpośrednim sąsiedztwie sumeryjskiego miasta Unug (późniejsze Uruk). Władcy miasta-państwa Unug pełnili jednocześnie funkcję najwyższego kapłana en w Kulabie, a w swych inskrypcjach często używali tytułu „Pana Unug i Kulaby”. Z czasem, gdy Unug się rozrosło, a Kulaba znalazła się w granicach tego miasta, ośrodek ten stracił na znaczeniu na rzecz centrum kultowego Inanny w okręgu świątynnym E-ana.